# Rê trưởng
Rê trưởng là một cung thể trưởng dựa trên nốt Rê (D), bao gồm các cao độ Rê, Mi (E), Fa thăng (F♯), Sol (G), La (A), Si (B), Đô thăng (C♯) và Rê. Hóa biểu của   cung có 2 dấu thăng. Cung thể thứ tương ứng của Rê trưởng là Si thứ và cung thể thứ song song của nó là Rê thứ.
Gam Cung Rê trưởng gồm có:

## Sử dụng
Cung Rê trưởng rất phù hợp với âm nhạc dành cho violin vì cấu trúc của nhạc cụ được nằm trong thang Sol, rê, la, mi. Các dây này cộng hưởng giao cảm với dây Rê, tạo ra âm thanh đặc biệt rực rỡ. Đây cũng là điều thường xuyên xảy ra đối với tất cả các nhạc cụ dây dàn nhạc khác.
Vì vậy, không phải ngẫu nhiên mà nhiều nhà soạn nhạc cổ điển trong suốt nhiều thế kỷ đã chọn viết những bản hòa tấu vĩ cầm cho vĩ cầm cho Rê trưởng, trong đó có những bản của Mozart (số 2, 1775, số 4, 1775); Ludwig van Beethoven (1806); Paganini (số 1, 1817); Brahms (1878); Tchaikovsky (1878); Prokofiev (số 1, 1917); Stravinsky (1931); và Korngold (1945).
Cung này cũng thích hợp cho nhạc guitar, với thao tác điều chỉnh thả dây Rê làm cho hai dây Rê có sẵn dưới dạng dây mở. Tuy nhiên, đối với một số người mới bắt đầu học nhạc cụ hơi, Rê trưởng không phải là một phím phù hợp lắm, vì chúng có thể chuyển thành Mi trưởng trên nhạc cụ Si giáng, và các phương pháp học bắt đầu  cho người mới thường có xu hướng tránh các phím có nhiều hơn ba dấu thăng.
Mặc dù vậy, clarinet Si giáng vẫn thường được sử dụng cho âm nhạc có Rê trưởng, và nó có lẽ là phím sắc nét nhất thiết thực cho nhạc cụ này. Tuy nhiên, có những nhà soạn nhạc, khi viết một đoạn ở quãng Rê trưởng với kèn Si giáng, họ sẽ đổi thành kèn clarinet La trưởng nếu âm nhạc chuyển sang âm trưởng, hai ví dụ là Bản hòa tấu piano thứ ba của Rachmaninoff và Bản giao hưởng thứ chín của Beethoven trong chưong thứ tư.
Phần lớn âm thanh từ sáo thiếc là Rê trưởng, vì chúng thường được sử dụng trong âm nhạc có vĩ cầm. Nó là một cung thể chung để chơi âm nhạc hàng quán.

## Lịch sử
Trong thời kỳ Baroque, Rê trưởng được coi là "chìa khóa của vinh quang"; do đó nhiều bản hòa tấu kèn thuộc cung Rê trưởng chẳng hạn đã đượt viết như của Johann Friedrich Fasch, Gross, Molter (số 2), Leopold Mozart, Telemann (số 2) và Giuseppe Torelli. Nhiều bản sonata kèn cũng viết tại cung Rê trưởng, chẳng hạn như của Corelli, Petronio Franceschini, Purcell và Torelli. "The Trumpet Shall Sound" và điệp khúc "Hallelujah" từ Messiah của Handel, và bài hát đăng quang của ông như Zadok the Priest (mà chính là giai điệu gốc của Nhạc hiệu UEFA Champions League ngày nay) cũng ở Rê trưởng. Ngoài ra, Mass cung Si thứ của Bach cũng xen kẽ tương đối nhiều đoạn có Rê trưởng,  và hầu hết các hợp xướng chính của Gloria, Cum Sancto Spiritu, Sanctus, Hosanna đều sử dụng nhiều kèn.

## Một số tác phẩm viết tại cung Rê trưởng
- Antonio Vivaldi
  - Gloria RV 589
- Johann Sebastian Bach
  - Brandenburg Concerto No. 5, BWV 1050
  - Cello Suite No. 6, BWV 1012
  - Orchestral Suite No. 3, BWV 1068
  - Orchestral Suite No. 4, BWV 1069
  - Magnificat, BWV 243
- Johann Pachelbel
  - Canon in D
- George Frideric Handel
  - Music for the Royal Fireworks, HWV 351
- Joseph Haydn
  - Cello Concerto No. 2, Op. 101, Hob. VIIb/2
  - String Quartet No. 41, Hob.III:49 ("The Frog")
  - String Quartet No. 53, Hob.III:63 ("The Lark")
  - String Quartet No. 64, Hob.III:79 ("Largo")
  - Symphony No. 86, Hob.I:86
  - Symphony No. 96, Hob.I:96 ("The Miracle")
  - Symphony No. 101, Hob.I:101 ("The Clock")
  - Symphony No. 104, Hob.I:104 ("London")
- Wolfgang Amadeus Mozart
  - Symphony No. 8, KV 48
  - Symphony No. 20, KV 133
  - Symphony No. 30, KV 202
  - Symphony No. 31, KV 297 ("Paris")
  - Symphony No. 35, KV 385 ("Haffner")
  - Symphony No. 38, KV 504 ("Prague")
  - Piano Concerto No. 5, KV 175
  - Piano Concerto No. 16, KV 451
  - Piano Concerto No. 26, KV 537 ("Coronation")
  - String Quartet No. 20, KV 499 ("Hoffmeister")
  - String Quartet No. 21, KV 575
  - String Quintet No. 5, KV 593
  - Piano Sonata No. 6, KV 284 ("Dürnitz")
  - Piano Sonata No. 9, KV 311
  - Piano Sonata No. 18, KV 576
  - Sonata in D major for Two Pianos, KV 448
  - Ave verum corpus, KV 618
- Ludwig van Beethoven
  - String Quartet No. 3, Op. 18 No. 3
  - Piano Sonata No. 7, Op. 10/3
  - Piano Sonata No. 15, Op. 28 ("Pastoral")
  - Symphony No. 2, Op. 36
  - Violin Concerto, Op. 61
  - Piano Trio No. 5, Op. 70 No. 1 ("Ghost")
  - Missa Solemnis, Op. 123
- Franz Schubert
  - Symphony No. 1, D. 82
  - Symphony No. 3, D. 200
  - String Quartet No. 6, D. 74
  - String Quartet No. 7, D. 94
  - Piano Sonata No. 17, D 850 "Gasteiner"
- Felix Mendelssohn
  - Calm Sea and Prosperous Voyage, Op. 27
  - Cello Sonata No. 2, Op. 58
  - String Quartet No. 3, Op. 44 No. 1
- Frédéric Chopin
  - Mazurka, Op. 33 No. 2
  - Prelude No. 5, Op. 28 No. 5
- Johannes Brahms
  - Hungarian Dance No. 6, WoO 21
  - Serenade No. 1, Op. 11
  - Symphony No. 2, Op. 73
  - Violin Concerto, Op. 77
- Émile Waldteufel
  - Estudiantina waltz, Op. 191
- Pyotr Ilyich Tchaikovsky
  - String Quartet No. 1, Op. 11
  - Symphony No. 3, Op. 29 ("Polish")
  - Violin Concerto, Op. 35
- Antonín Dvořák
  - Symphony No. 6, B 112 Op. 60
  - Czech Suite, B 39 Op. 39
  - Slavonic Dance No. 6, B 83 Op. 46
- Gustav Mahler
  - Symphony No. 1 "Titan"
  - Symphony No. 9
- Jean Sibelius
  - Symphony No. 2, Op. 43
  - The Oceanides, Op. 73
- Ralph Vaughan Williams
  - Symphony No. 5 in D major
- Sergei Prokofiev
  - Violin Concerto No. 1, Op. 19
  - Symphony No. 1, Op. 25 ("Classical")
- Dmitri Shostakovich
  - String Quartet No. 4, Op. 83
  - Prelude No. 5, Op. 87 No. 5
- Heitor Villa-Lobos
  - Étude No. 3 for guitar
- Oskar Rieding
  - Concero Violin Op.25